# 格拉本 (羅基特涅區)
51°33′11″N 27°14′42″E / 51.55306°N 27.24500°E
格拉本（烏克蘭語：Грабунь），是烏克蘭西北部的村莊，隸屬里夫內州的薩爾內區。該村始建於1870年，面積27.9平方公里，海拔高度154米，2001年人口308，人口密度每平方公里11人。